# زمت
الزُّمَّتُ أو الغُرَابُ الأَعْصَمُ أو أبو قلمون (الاسم العلمي: Pyrrhocorax) (بالإنجليزية: Chough)‏ هو جنس من الطيور يتبع فصيلة الغرابيات من رتبة العصفوريات. وهو غراب صغير أسود الريش أحمر الرجلين. يعيش في بريطانيا وجزيرة مان وأيرلندا وجنوب أوروبا وحوض البحر الأبيض المتوسط وفي جبال الألب وفي الجبال عبر أواسط آسيا والهند والصين. كما أن هناك تجمعات معزولة في مرتفعات أثيوبيا.
تتكاثر أساساً على الجبال العالية وعلى الجروف الساحيلية.

## أنواع
- زمت أحمر المنقار
- زمت ألبي